# Uckington (Shropshire)
Uckington – osada w Anglii, w hrabstwie Shropshire. Leży 9 km na wschód od miasta Shrewsbury i 216 km na północny zachód od Londynu.